# 陆家嘴中心区二层步行连廊

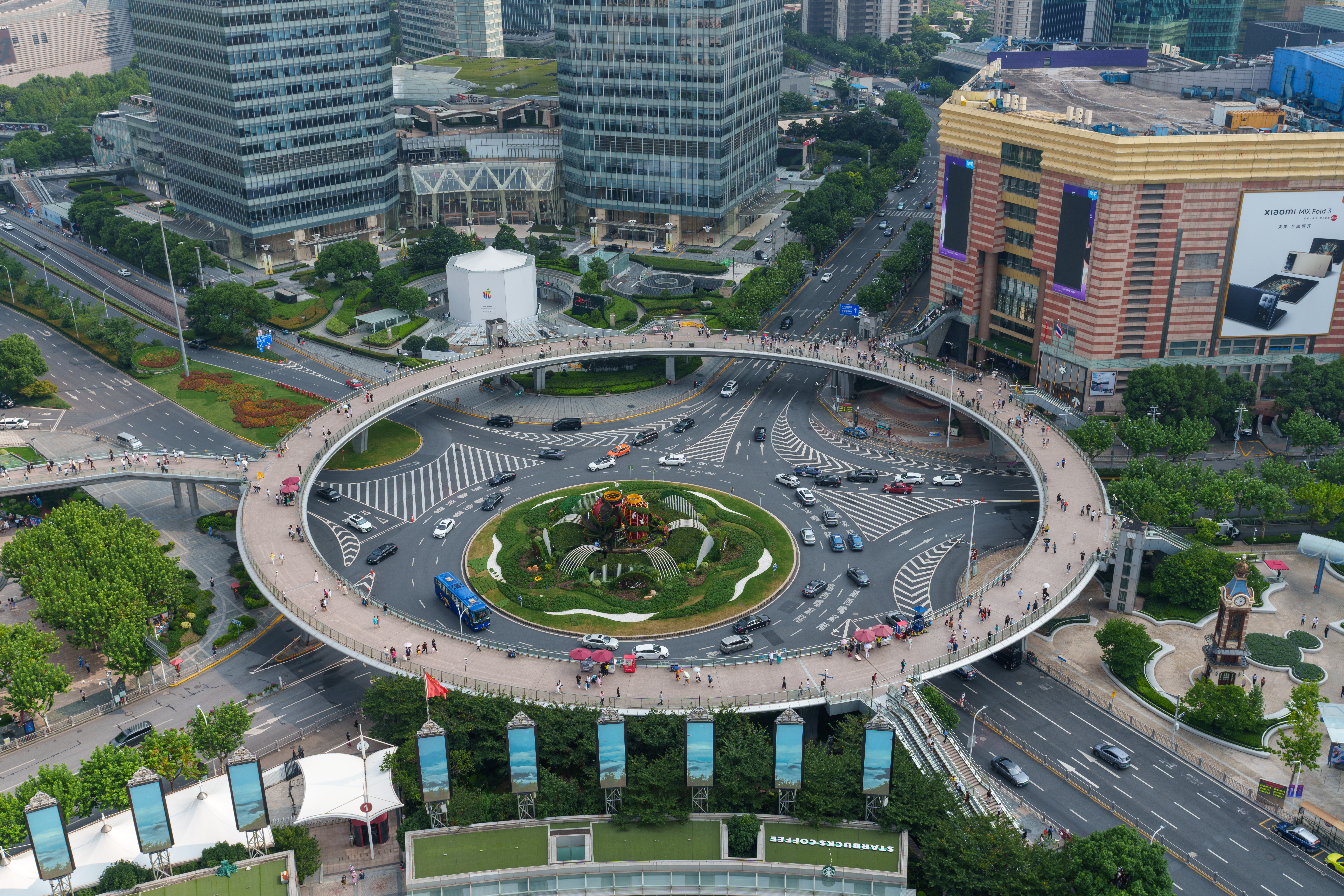
明珠环

陆家嘴中心区二层步行连廊又稱陆家嘴环形天桥，是位於中華人民共和國上海市浦東新區陸家嘴的一個人行过街天桥。步行连廊由明珠环、东方浮庭、世纪天桥、世纪连廊四部分组成。正大广场、东方明珠广播电视塔、上海国际金融中心、金茂大厦、环球金融中心等建築通過步行连廊可以实现楼宇间互通。步行连廊於2008年4月啟動建設。上海世博會前明珠环和东方浮庭率先啟用。

## 明珠环、东方浮庭、世纪天桥
明珠环是一個直径117.5米的圆形钢结构天桥，桥面宽9.7米。明珠环跨越世纪大道、陆家嘴环路、陆家嘴西路。2010年1月7日，明珠环合龍。同年4月啟用。东方浮庭为二层钢结构楼房建筑，建筑面积为6985.2平方米。它西连明珠环，东至银城中路。世纪天桥包括椭圆形广场和人字形天桥。椭圆形广场为一长37.3米、宽35.5米的四边形平台，人字形天桥为一全长280米的钢结构人行天桥，桥面宽9米。世纪天桥在跨越世纪大道后可以直达新鸿基大厦二楼，并通过自动扶梯可到达陆家嘴站6号出入口。2011年4月，世纪天桥貫通。2011年9月底，世纪天桥工程全部结束。

## 世纪连廊
世纪连廊是陆家嘴中心区二层步行连廊的最後一項，它與世纪天桥相連，全长约543米，桥宽9米。它西起上海国际金融中心二层，上跨银城中路，沿金茂大厦北侧向东上跨东泰路，再沿著环球金融中心到达陆家嘴环路，沿途有3个出入口及一个直通环球金融中心二层的平台。2012年11月9日，世纪连廊进入全面施工阶段。2013年10月1日，世纪连廊投入使用。2014年9月2日，世纪连廊工程主体结构全线贯通。